# Hypoctonus rangunensis
Hypoctonus rangunensis är en spindeldjursart som först beskrevs av Oates 1889.  Hypoctonus rangunensis ingår i släktet Hypoctonus och familjen Thelyphonidae. Inga underarter finns listade i Catalogue of Life.